# 长舌臭草
长舌臭草（学名：Melica longiligulata）为禾本科臭草属下的一个种。

## 扩展阅读
- 維基物種上的相關：长舌臭草